# Świadkowie Jehowy w województwie podkarpackim
Świadkowie Jehowy w województwie podkarpackim – wspólnota religijna Świadków Jehowy w województwie podkarpackim. W wyniku Narodowego Spisu Powszechnego Ludności i Mieszkań 2011 określono liczbę osób na terenie województwa deklarujących swoją przynależność religijną do Świadków Jehowy na 4030. Natomiast liczba głosicieli według opracowania GUS „Wyznania religijne w Polsce 2019–2021” w roku 2021 wynosiła 3235. W październiku 2024 roku na terenie województwa znajdowały się miejsca zebrań 41 zborów (w tym w Rzeszowie: grupa angielskojęzyczna, grupa ukraińskojęzyczna oraz grupa języka migowego).

## Historia

### Początki
Historia Świadków Jehowy w województwie sięga pierwszej dekady XX wieku. W latach 1914–1922 w Wólce Tanewskiej i w okolicach Niska działalność kaznodziejską rozpoczęli wyznawcy, którzy powrócili ze Stanów Zjednoczonych.

#### Lata 20. XX wieku
W roku 1921 w Zwolakach koło Ulanowa powstała grupa wyznawców. W tym samym roku z emigracji powrócił również niejaki Winiarz z Mielca, który zakupił przy ul. Kącik 5 w Krakowie dom na salę zebrań. W latach 20. XX wieku we wschodniej części obecnego województwa działalność prowadzili wyznawcy ze Lwowa, jego okolic oraz z Lubelszczyzny, a w zachodniej części – Jan Kusina, pochodzący ze wsi Młodochów w powiecie mieleckim. W końcu lutego 1921 roku w okolicach Pilzna z powodu działalności kaznodziejskiej został aresztowany Józef Sokołowski ze Zwiernika wraz ze współpracownikami. Po dwóch dniach został wypuszczony, ale zabrano mu publikacje i gramofon z płytami. 12 grudnia 1921 roku Tomaszowi Grochowiczowi w Witkach funkcjonariusze żandarmerii powiatowej skonfiskowali publikacje biblijne. Urząd Pocztowy w Starym Dzikowie nie wydawał mu przesyłki z czasopismem „Strażnica”, tylko odsyłał ją do miejscowego księdza. Podobna sytuacja miała miejsce 19 marca 1922 roku w stosunku do przesyłek dla Michała Markiewicza z Cewkowa (pod koniec lat 20. został on epifanistą). Działalność prowadzona była też na Łemkowszczyźnie, m.in. w okolicach miejscowości Wola Cieklińska i Pielgrzymka, przez powracających ze Stanów Zjednoczonych Badaczy Pisma Świętego.

#### Lata 30. XX wieku
22 marca 1930 roku w miejscowości Liskowate grupa mieszkańców brutalnie zaatakowała dwóch mężczyzn posiadających publikacje Badaczy Pisma Świętego.
W roku 1935 w Zwolakach powstał zbór Świadków Jehowy, a na terenie województwa rzeszowskiego działalność prowadzili pionierzy (m.in. w okolicach miejscowości Niwiska).
W roku 1937 w Ulanowie trzynaście osób zostało ochrzczonych, a rok później pięćdziesiąt osób uczestniczyło w Pamiątce śmierci Jezusa Chrystusa.

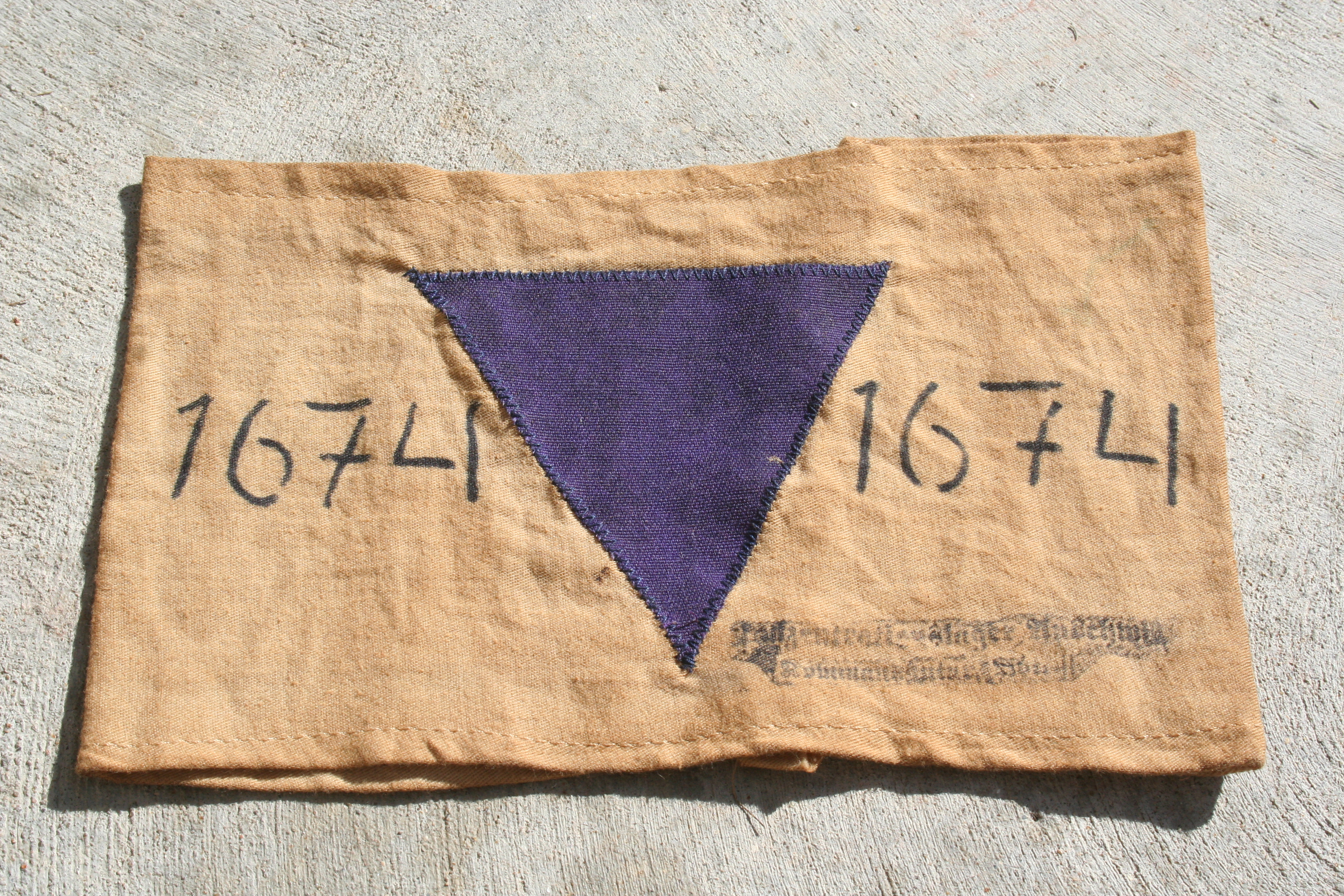
W czasie II wojny światowej wielu Świadków Jehowy zostało osadzonych w obozach koncentracyjnych i nosiło znak – fioletowy trójkąt

#### Okres II wojny światowej
W czasie II wojny światowej tamtejsi wyznawcy byli osadzani w hitlerowskich obozach koncentracyjnych.
W roku 1943 Jan i Julia Habratowie z okolic Krosna wierzeniami zainteresowali Tadeusza Klarę z Rogów, który został świadkiem Jehowy i po zakończeniu II wojny światowej prowadził działalność kaznodziejską w Ziemi Lubuskiej.
26 czerwca 1943 roku został zamordowany Tomasz Wach, ponieważ ukrywał rodzinę Madejów – świadków Jehowy z Brzózy Królewskiej.

#### Okres powojenny
W roku 1945 w okolicach Rakszawy pod Łańcutem została utworzona grupa wyznawców i osób zainteresowanych ze Stanisławowa i z Lubelszczyzny. W czerwcu 1945 roku cztery osoby przyjęły tam chrzest, który odbył się w rzece Wisłok. W roku 1947 na terenie województwa rzeszowskiego działało 20 zborów. W 1948 roku zorganizowano zgromadzenie obwodowe w Harasiukach. W tym samym roku pojawili się nowi wyznawcy w okolicach Dobrej koło Sanoka. Świadkowie Jehowy pochodzenia ukraińskiego odmawiali wstępowania do UPA.
Kiedy ZSRR zawarł z Polską porozumienie, na mocy którego Polaków z zachodniej Ukrainy przesiedlono do Polski, a Ukraińców z kresów Polski na Ukrainę, wśród repatriantów było sporo świadków Jehowy. Przesiedlano nieraz całe zbory. Dawało to sposobność działalności na nowych terenach. Rocznik Świadków Jehowy 1947 informował: „Cały ten ruch ludności zainicjował bardzo szybkie szerzenie się prawdy biblijnej tam, gdzie w normalnych warunkach miałaby ona znikome szanse dotarcia. Tak oto do wychwalania Jehowy przyczyniły się smutne skądinąd okoliczności.”
W 1949 roku funkcjonariusze Urzędu Bezpieczeństwa zaczęli prowadzić sprawy (trwające do 1960 roku) „rozpoznania i rozpracowania członków związku wyznaniowego Świadkowie Jehowy w związku z działalnością prowadzoną na terenie powiatu dębickiego” oraz sprawy przeciwko Włodzimierzowi Tyciakowi i Zofii Dziedzic (1947–1952).

### Prześladowania

#### Lata 50. XX wieku
Na terenach, gdzie ludność ukraińska była przemieszana z polską, dochodziło do masowych rzezi – niektóre wsie wycięto w pień. W tych masakrach zginęła też pewna liczba wyznawców, którzy w nich nie brali żadnego udziału. Według szacunków Wojewódzkiego Urzędu Bezpieczeństwa wiosną 1950 roku na terenie województwa działały 29 grupy (zbory). Ustalił też informacje o 435 głosicielach mieszkających w województwie rzeszowskim i oszacowano liczbę 940 głosicieli oraz osób zainteresowanych. W czerwcu 1950 roku według kolejnych szacunków WUB działało 30 grup i co najmniej 700 głosicieli.
W roku 1950 nastąpiła fala aresztowań. Aresztowani byli przetrzymywani w aresztach i więzieniach (np. w Krośnie w piwnicach przy ul. Portiusa 4 zorganizowano więzienie, w którym przetrzymywano, przesłuchiwano i torturowano m.in. świadków Jehowy). W Nisku aresztowano 14 osób (m.in. 15 sierpnia 1950 roku Służba Bezpieczeństwa w Kolbuszowej pobiła świadka Jehowy, który wskutek obrażeń zmarł 6 dni później).
W województwie rzeszowskim, poza główną akcją aresztowań z czerwca, 5 lipca 1950 roku przeprowadzono następną, podczas której aresztowano kolejnych. Według niepełnych danych na dzień 8 lipca 1950 roku liczba aresztowanych w województwie wynosiła 11 osób. Do 5 sierpnia liczba ta wzrosła do 13 osób, 8 osób zostało zwolnionych, a 6 pozostawało w areszcie. Na koniec 1950 roku spośród około 50 aresztowanych, 5 zostało skazanych na bezwzględne kary pozbawienia wolności.
Od tego roku działalność prowadzona była konspiracyjnie. W następnych dziesięcioleciach – w czasie zakazu działalności – powstały kolejne zbory.
Od lat 50. XX wieku wyznawcy prowadzili konspiracyjne kontakty ze współwyznawcami na Ukrainie, którzy wówczas nadzorowali działalność w całym ZSRR. Ta działalność nosiła kryptonim Erika. Utrzymywano z nimi stałą korespondencję. Listy przesyłano dzięki kolejarzom jeżdżącym na trasie z Przemyśla do Lwowa.
Funkcjonariusze Służby Bezpieczeństwa w Rzeszowie prowadzili sprawy m.in. o kryptonimach: „Babilon” (1958–1972); „Komitet” (do roku 1955); „Zwolniony”, „Skryci”, „Syrena”, „Wschód” (1955–1962).
Wojskowa Prokuratura Wojewódzka w Rzeszowie prowadziła sprawy m.in. przeciwko takim osobom, jak: Waleria Niedziela (1950); Janina Rożeń (1950); Marcela Skręt (1950); Jan Kubarycz (1950–1951); Franciszek Piotrowski z Dobrej Szlacheckiej (1950–1951); Stefan Krawiec (1950–1951); Jan Rogowski (1950–1951); Julia Drobotowicz (1950–1951); Emilian Supik (1950–1951); Michał Pastuszak (1950–1951); Piotr Karwaciński (1950–1952); Antoni Gierlach (1951–1952).
Służba Bezpieczeństwa prowadziła także sprawy m.in. przeciwko takim osobom, jak: Edward Sieczkowski i Emil Mołoń (1954–1960); Bronisław Wdowicz (1955–1959).

#### Lata 60. XX wieku
Funkcjonariusze Służby Bezpieczeństwa w Przemyślu prowadziły sprawy m.in. o kryptonimach: „Janek” (1960–1989; Jan Świątek), „Sługa” (1964–1989; Jan Jamróz), a w Rzeszowie o kryptonimie „Bolek” (1960–1969; Józef Szandroch). Prowadzono także sprawy m.in. przeciwko takim osobom, jak: Zdzisław Ciszewski (1962); Augustyn Jaśkowiak, Jan Reich, Wiktor Piotrowski i innym (1960–1962); Feliks Siewarga (1966–1972); Stanisław Jagiełło (1961–1972); Stanisław Zając (1968–1972).

#### Lata 70. XX wieku
Funkcjonariusze Urzędu Spraw Wewnętrznych w Przemyślu prowadzili sprawy m.in. o kryptonimach: „Dozorca” (1972–1989; Henryk Popowicz) oraz m.in. przeciwko takim osobom, jak: Feliks Siewarga (1972–1975) i Stanisław Jagiełło (1972–1976). Natomiast WUSW w Rzeszowie prowadził m.in. sprawę dotyczącą Antoniego Pasternaka z Babicy „utrzymującego kontakty z wyznawcami na terenie NRD” (1973–1986). Wydział do Spraw Wyznań w Rzeszowie prowadził sprawy dotyczące działalności na terenie województwa rzeszowskiego (1978). Funkcjonariusze Wojewódzkiego Urzędu Spraw Wewnętrznych w Krośnie prowadzili m.in. sprawy o kryptonimie „Babilon” (1975–1990).
Świadkowie Jehowy z powiatu niżańskiego byli pod ciągłą obserwacją miejscowych służb bezpieczeństwa. Najwięcej głosicieli w tamtym regionie zamieszkiwało Jastkowice.

### Rozwój działalności

#### Czas „odwilży”
Szczególnie od końca lat 60. XX wieku głosiciele w lecie prowadzili grupową wyjazdową działalność kaznodziejską na terenach, gdzie jest mniej wyznawców (wcześniejsze nazwy: grupy pionierskie, ośrodki pionierskie, obozy pionierskie).
Wyznawcy za działalność religijną oraz za odmowę służby wojskowej do końca 1988 roku byli skazywani na kary więzienia w zakładach karnych. Działalność wydawnicza ich publikacji była prowadzona konspiracyjnie w ukrytych ośrodkach drukarskich.
Pod koniec 1977 roku Daniel Sydlik z Ciała Kierowniczego spotkał się z pojedynczymi świadkami z terenów obecnego województwa.
W tamtym okresie niektórym świadkom Jehowy udało się wyjechać na kongresy poza granice Polski. Później w roku 1980 i w roku 1981 do Wiednia, a w latach 90. XX wieku i w XXI wieku, delegacje z tutejszych zborów były obecne na kongresach międzynarodowych i specjalnych m.in. w Niemczech, Austrii, Francji, Rosji, Czechach, Stanach Zjednoczonych, Kanadzie, na Węgrzech i na Ukrainie.
W latach 80. XX wieku na terenie województwa rzeszowskiego według oceny Ministerstwa Spraw Wewnętrznych było około 800 świadków Jehowy.
Wydział do Spraw Wyznań w Krośnie prowadził sprawy dotyczące działalności w Sanoku (1987).
W 1986 roku świadek Jehowy – Józefa Sobol z Jarosławia – została odznaczona medalem Sprawiedliwy wśród Narodów Świata za pomoc w ocaleniu życia osobie pochodzenia żydowskiego w czasie II wojny światowej we Lwowie.
W 1988 roku do 12-osobowej grupy wyznawców w Lubaczowie dołączyli pionierzy. Wkrótce powstał tam zbór. W 1991 roku było w nim już 72 głosicieli, a na uroczystość Pamiątki śmierci Jezusa Chrystusa przybyło do nowo zbudowanej Sali Królestwa 150 osób. W Lubaczowie odbyło się także zgromadzenie specjalne dla wyznawców z województwa przemyskiego. Rok później o działalności miejscowych wyznawców napisała „Strażnica Zwiastująca Królestwo Jehowy”.

#### Kongresy regionalne i zgromadzenia obwodowe
Od roku 1982 rozpoczęto wynajmować ponownie hale sportowe, a od roku 1984 Świadkowie Jehowy spotykali się na wynajętych stadionach. W latach 80. XX wieku wyjeżdżali na kongresy do Krakowa, a z północno-wschodnich krańców obecnego województwa – do Lublina lub do Zamościa. W następnych latach spotykali się na stadionach w Stalowej Woli i Rzeszowie, a na zgromadzeniach obwodowych w halach w Rzeszowie, Sanoku, Krośnie, Lubaczowie i Mielcu. 
Kongresy regionalne dla większości podkarpackich zborów odbywają się w rzeszowskiej hali Podpromie (w latach 80. i na początku lat 90. XX wieku kongresy dla większości zborów z woj. rzeszowskiego, przemyskiego i krośnieńskiego odbywały się na stadionach w Krakowie), a z północno-wschodnich krańców województwa także w Lublinie (poprzednio w Zamościu).
Zgromadzenia obwodowe dla zborów z północnej części województwa odbywają się w Sali Zgromadzeń w Lublinie, z południowo-wschodniej w Hali Sportowo-Widowiskowej przy ul. Bursaki w Krośnie, a z rejonu Dębicy i Jasła w Sali Zgromadzeń w Sosnowcu.
W poprzednich latach zgromadzenia obwodowe odbywały się w G2A Arena w Jasionce pod Rzeszowem (2019) oraz w innych wynajmowanych obiektach widowiskowo-sportowych w Rzeszowie, Sanoku i w Krośnie).

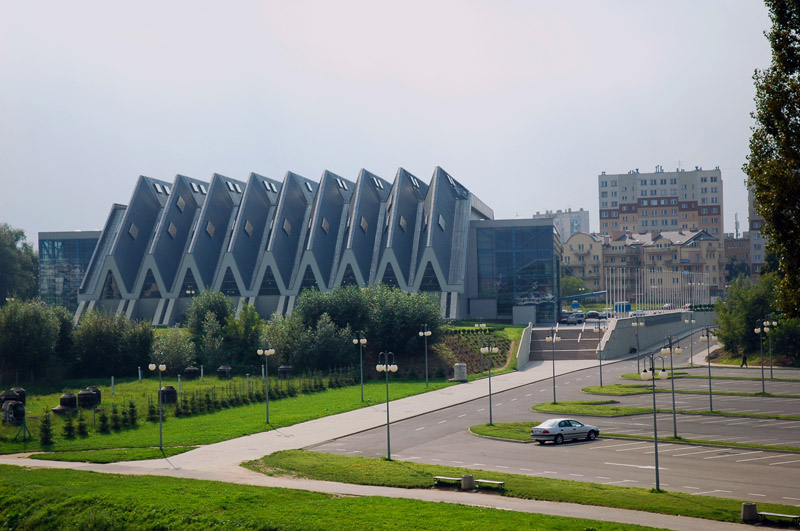
Kongresy regionalne odbywają się w rzeszowskiej hali Podpromie (2004–2019, 2023, 2024)

2–4 sierpnia 1991 roku kongres („Lud miłujący wolność”) odbył się na stadionie Stali w Stalowej Woli. Również w Stalowej Woli odbyły się kolejne kongresy: 24–26 lipca 1992 roku („Nosiciele światła”) i 22–25 lipca 1993 roku („Pouczani przez Boga”).
W dniach od 8 do 10 lipca 1994 roku kongres („Bojaźń Boża”) odbył się na Stadionie ZKS Stal Rzeszów, w tym samym miejscu odbyły się kolejne kongresy: 7–9 lipca 1995 roku („Rozradowani chwalcy Boga”), 28–30 czerwca 1996 roku („Posłańcy pokoju Bożego”), 11–13 lipca 1997 roku („Wiara w Słowo Boże”), 3–5 lipca 1998 roku („Boża droga życia”), 16–18 lipca 1999 roku („Prorocze słowo Boże”), 21–23 lipca 2000 roku („Wykonawcy słowa Bożego”), 27–29 lipca 2001 roku („Nauczyciele słowa Bożego”), w 2002 roku („Gorliwi głosiciele Królestwa”) oraz 18–20 lipca 2003 roku („Oddajcie chwałę Bogu”).
Kongresy w rzeszowskiej hali Podpromie odbyły się: 30 lipca–1 sierpnia 2004 roku („Chodź z Bogiem”), 1–3 lipca 2005 roku („Posłuszni Bogu”), 6–8 lipca 2007 roku („Naśladuj Chrystusa!”), 4–6 lipca 2008 roku („Kierowani duchem Bożym”) (5447 obecnych, 39 osób zostało ochrzczonych), 16–19 lipca 2009 roku („Czuwajcie!”), 16–18 lipca 2010 roku („Trwaj przy Jehowie!”) (ponad 5000 obecnych), 1–3 lipca 2011 roku („Niech przyjdzie Królestwo Boże!”) (ponad 5000 obecnych), od 13 do 15 lipca 2012 roku pod hasłem „Strzeż swego serca!”, 26–28 lipca 2013 lipca („Słowo Boże jest prawdą!”), 4–6 lipca 2014 roku („Szukajmy najpierw Królestwa Bożego!”) (prawie 5 tysięcy obecnych), 31 lipca–2 sierpnia 2015 roku („Naśladujmy Jezusa!”) (prawie 5 tysięcy obecnych, 26 osób zostało ochrzczonych), 15–17 lipca 2016 roku („Lojalnie trwajmy przy Jehowie!”) (ponad 4,5 tysiąca obecnych, ochrzczono 21 osób), 7–9 lipca 2017 roku („Nie poddawaj się!”) (4700 obecnych, ochrzczono 20 osób), 17–19 sierpnia 2018 roku („Bądź odważny!”), 16–18 sierpnia 2019 roku („Miłość nigdy nie zawodzi!”), 30 czerwca–2 lipca 2023 roku („Okazujcie cierpliwość!”), 19–21 lipca 2024 roku („Głośmy dobrą nowinę!”), zaplanowany: 11–13 lipca 2025 roku („Prawdziwe wielbienie Boga!”).

#### Sale Królestwa
Od lat 90. XX w. powstały liczne Sale Królestwa (m.in. w roku 2006 w Przeworsku, w 2019 roku nowy obiekt w Rzeszowie; planuje się budowę nowego obiektu we Jaśle).

#### Działalność w zakładach karnych
Od roku 1989 specjalnie przygotowani kaznodzieje (w roku 2024 było to 41 świadków Jehowy: 39 mężczyzn i 2 kobiety) odwiedzają zakłady karne na terenie województwa, aby prowadzić tam działalność kaznodziejską - w zakładach karnych podległych Okręgowemu Inspektoratowi Służby Więziennej w Rzeszowie, m.in.: Zakład Karny w Rzeszowie, Zakład Karny w Dębicy, Zakład Karny w Uhercach Mineralnych i Oddziale Zewnętrznym w Średniej Wsi, Zakład Karny w Przemyślu i Oddział Zewnętrzny w Medyce, Zakład Karny w Jaśle, Zakład Karny w Łupkowie, Areszt Śledczy w Sanoku i Oddział Zewnętrzny w Moszczańcu. W Zakładzie Karnym w Rzeszowie od 1990 roku do 2015 roku wielokrotnie odbywały się chrzty.

#### Działalność wśród obcokrajowców i w polskim języku migowym
W XXI wieku powstały grupy obcojęzyczne, języka angielskiego, ukraińskiego w Rzeszowie (od 2018 roku), Stalowej Woli (działająca w latach 2019–2020) i rosyjskiego w Przemyślu (działająca w 2012 roku).
Świadkowie Jehowy korzystają też z możliwości działalności wśród osadzonych w Strzeżonych Ośrodkach Dla Cudzoziemców.
Na przełomie lat 80 i 90. XX wieku rozpoczęto tłumaczenie symultanicznie zebrań zborowych na język migowy (m.in. w Rzeszowie, Jaśle, Krośnie, Lubaczowie, Ropczycach). Na początku XX wieku w Rzeszowie powstała grupa polskiego j. migowego, w 2016 roku powstała grupa tego języka w Sanoku (działająca do 2022 roku) i Ropczycach (działająca do 2023 roku), a w 2017 roku w Przemyślu (działająca do 2018 roku). Niesłyszący korzystali z tłumaczonego symultanicznie programu w czasie kongresów, od 2005 roku z programu przedstawianego wyłącznie w tym języku.

#### Pomoc dla potrzebujących
W 2010 roku zorganizowano pomoc głównie dla poszkodowanych przez powódź współwyznawców.
Od 24 lutego 2022 roku rozpoczęto organizowanie pomocy dla Świadków Jehowy z Ukrainy, uchodźców – ofiar inwazji Rosji (zorganizowano całodobowe dyżury na przejściach granicznych i dworcach, aby móc ich odebrać, zapewnić im bezpłatne zakwaterowanie i wyżywienie w mieszkaniach oraz w Salach Królestwa). W tym celu na terenie województwa powołano jeden z 16 Komitetów Pomocy Doraźnej działających w Polsce, składający się z przeszkolonych wolontariuszy. 1–6 maja 2022 roku członek Ciała Kierowniczego, Mark Sanderson wraz z grupą niektórych członków Komitetów Oddziałów w Polsce oraz w Finlandii spotykał się m.in. z uchodźcami rozlokowanymi w Sali Królestwa w Radymnie (w jednym z dwóch centrów pomocy dla uchodźców w Polsce). Grupa spotkała się też z ochotnikami dyżurującymi na polsko-ukraińskich przejściach granicznych.

#### Konferencje naukowe poświęcone represjom Świadków Jehowy w trakcie II wojny światowej i okresu powojennego
W programie Międzynarodowej Konferencji „Kresowe dziedzictwo – narody, wyznania, kultura”, która odbyła się 8 listopada 2012 roku w Przemyślu przedstawiono wykład „W tych czasach była i wolność i prześladowanie”. Kulturowe narracje Świadków Jehowy z Kresów.
23 maja 2018 roku w Rzeszowie w programie I Międzynarodowego Kongresu Praw Człowieka organizowanym przez Uniwersytet Rzeszowski, Michał Kuzdak z tej uczelni przedstawił wykład „Delegalizacja Świadków Jehowy w Rosji jako przejaw dyskryminacji na tle wyznaniowym”. 
11 czerwca 2024 roku na konferencji „Tożsamość religijna i duchowa w pamięci zbiorowej i funkcjonowaniu współczesnych społeczeństw” w Rzeszowie dr Tomasz Bugaj z Uniwersytetu Śląskiego w Katowicach przedstawił wykład pt. „Praktyki religijne podczas zakazu działalności – studium przypadku na przykładzie Świadków Jehowy w Rosji”.

#### Pozostała działalność
W 2003 roku na terenie województwa funkcjonowało 59 zborów. W 2008 roku działało 60 zborów. W 2010 roku było 3662 głosicieli w 61 zborach oraz 35 Sal Królestwa.
W roku 2013 wdrożono program świadczenia publicznego na terenie poszczególnych zborów za pomocą wózków z literaturą biblijną.
W 2015 roku było 3668 głosicieli w 42 zborach. W roku 2018 liczba głosicieli wynosiła 3359 należących do 41 zborów. W 2021 roku było 3235 głosicieli należących do 41 zborów, w których usługiwało 243 starszych zboru.
W dorocznych uroczystościach Wieczerzy Pańskiej w Rzeszowie uczestniczy około tysiąca osób. Na Podkarpaciu było ich około 5 tysięcy.

## Zbory

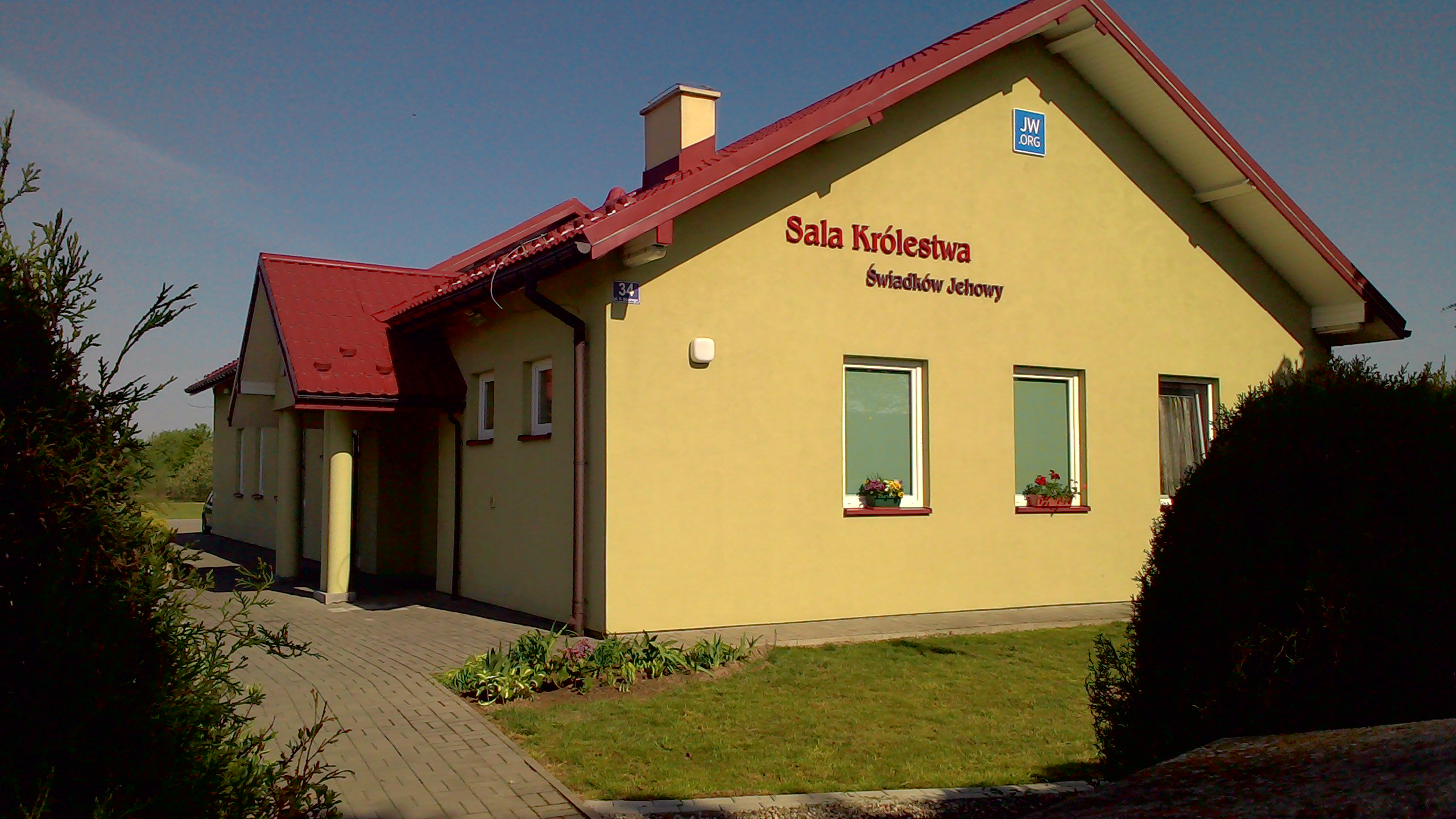
Sala Królestwa w Krośnie…

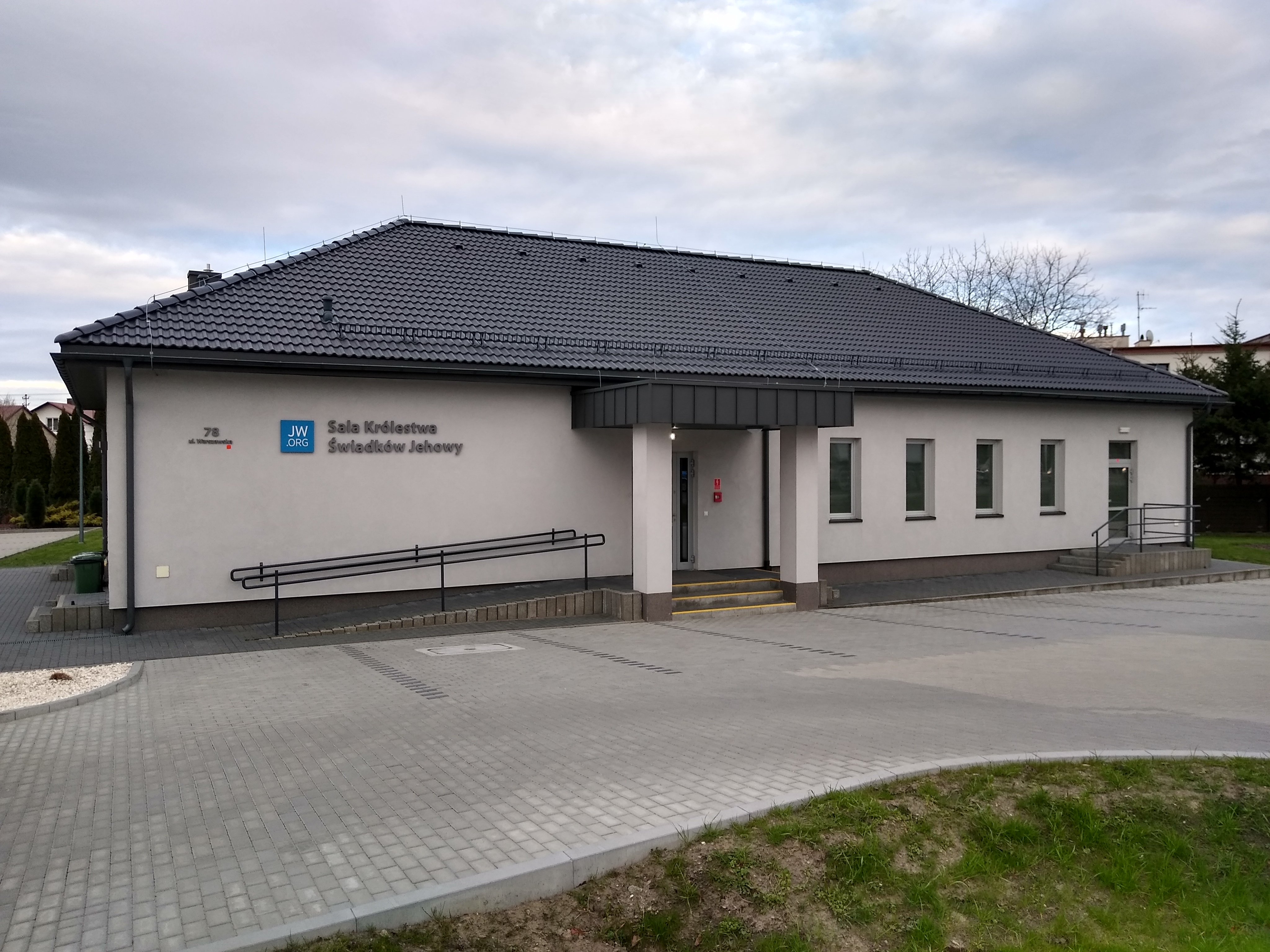
… w Rzeszowie (ul. Warszawska 78)

Poniższa lista obejmuje zbory zgromadzające się na terenie województwa:
Na terenie miast na prawach powiatu
- Krosno: 3 zbory: Krosno-Jedlicze, Krosno-Południe, Krosno-Północ; (1 Sala Królestwa)[146]
- Przemyśl: 2 zbory: Przemyśl-Wschód, Przemyśl-Zachód; (1 Sala Królestwa)
- Rzeszów: 5 zborów: Rzeszów-Baranówka, Rzeszów-Południe (w tym grupa ukraińskojęzyczna), Rzeszów-Północ (w tym grupa angielskojęzyczna), Rzeszów-Wschód (w tym grupa języka migowego), Rzeszów-Zalesie; (2 Sale Królestwa)[146]
- Tarnobrzeg: 1 zbór: Tarnobrzeg; (Sala Królestwa)

Na terenie powiatów

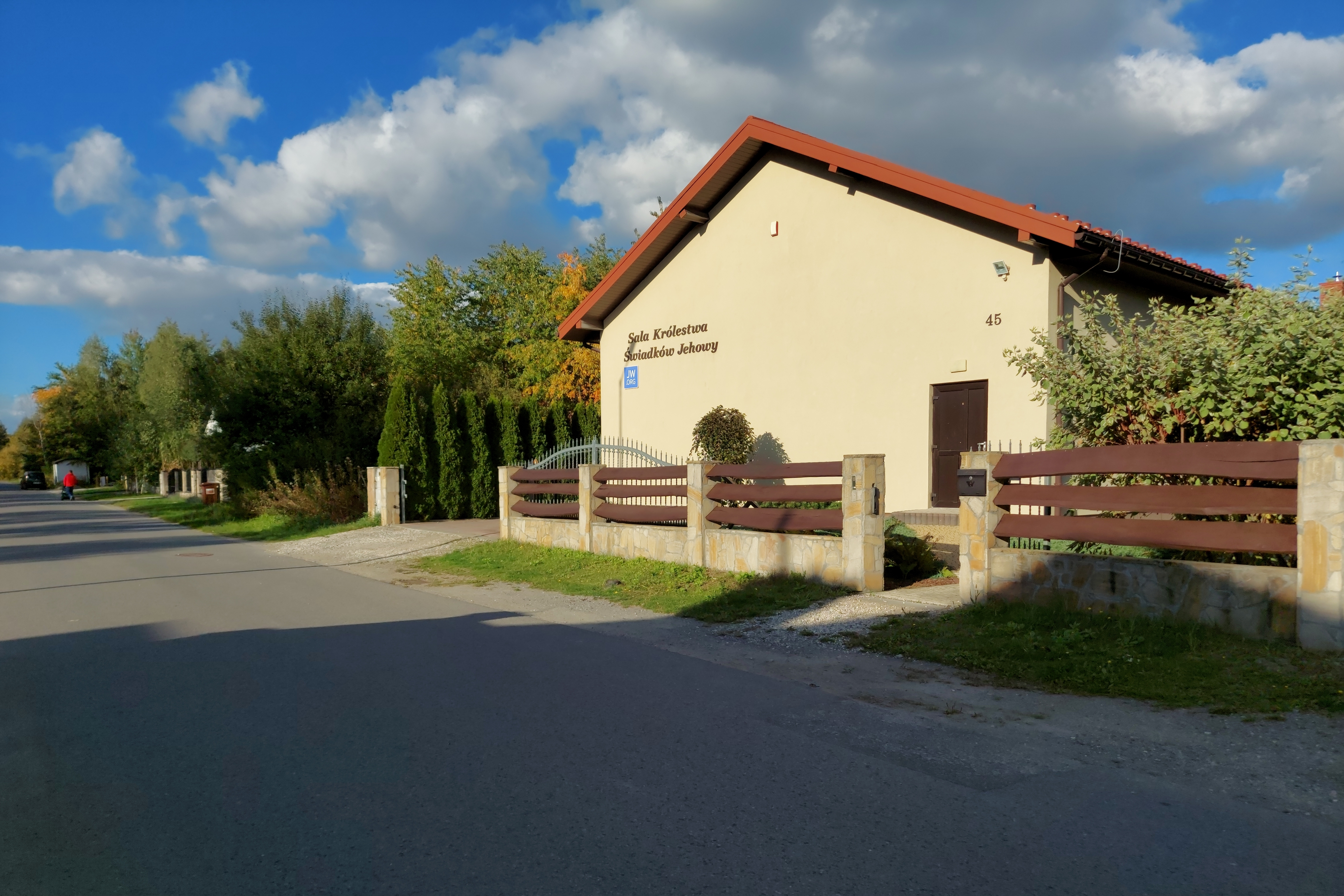
Sala Królestwa w Mielcu…

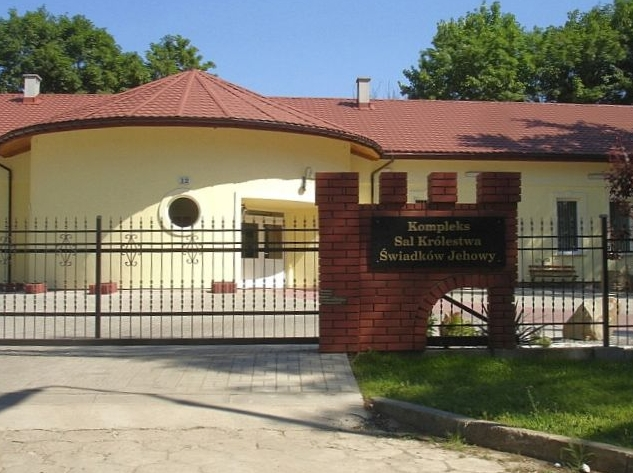
… w Sanoku

- powiat bieszczadzki: 1 zbór: Ustrzyki Dolne; (Sala Królestwa)
- powiat brzozowski: nie ma zborów
- powiat dębicki: 1 zbór: Dębica (Sala Królestwa)
- powiat jarosławski: 2 zbory: Jarosław (Sala Królestwa), Radymno (Sala Królestwa)
- powiat jasielski: 1 zbór: Jasło (Sala Królestwa: Korczyna koło Biecza)[146]
- powiat kolbuszowski: nie ma zborów
- krośnieński: 2 zbory: Dukla (Sala Królestwa: Zboiska), Rymanów (Sala Królestwa)
- powiat leski: 1 zbór: Lesko (Sala Królestwa)
- powiat leżajski: 1 zbór: Leżajsk (Sala Królestwa)
- powiat lubaczowski: 1 zbór: Lubaczów (Sala Królestwa)
- powiat łańcucki: 1 zbór: Łańcut (Sala Królestwa)[146]
- powiat mielecki: 2 zbory: Mielec-Wschód, Mielec-Zachód; (1 Sala Królestwa)[146]
- powiat niżański: 4 zbory: Harasiuki-Wschód, Harasiuki-Zachód; (1 Sala Królestwa), Krzeszów (Sala Królestwa), Nisko (Sala Królestwa)
- powiat przemyski: nie ma zborów
- powiat przeworski: 1 zbór: Przeworsk (Sala Królestwa)
- powiat ropczycko-sędziszowski: 2 zbory: Brzeziny-Brzostek (Sala Królestwa: Brzeziny), Ropczyce (Sala Królestwa)
- powiat rzeszowski: 1 zbór: Dynów (Sala Królestwa)
- powiat sanocki: 4 zbory: Komańcza (Sala Królestwa), Sanok-Centrum, Sanok-Południe, Sanok-Zachód; (1 Sala Królestwa)
- powiat stalowowolski: 3 zbory: Stalowa Wola-Północ, Stalowa Wola-Wschód, Stalowa Wola-Zachód; (1 Sala Królestwa)[146]
- powiat strzyżowski: 1 zbór: Strzyżów (Sala Królestwa)
- powiat tarnobrzeski: 1 zbór: Nowa Dęba (Sala Królestwa)